# 非結核性抗酸菌症
非結核性抗酸菌症（ひけっかくせいこうさんきんしょう, 英: nontuberculous mycobacterial infection, NTM）とは、結核菌と癩菌（らい菌）を除く抗酸菌（非結核性抗酸菌）による感染症のことである。非定型抗酸菌症とも呼ばれる。患者数は年々増加傾向にあり、肺の感染症は、肺MAC症（マック症）とも呼ばれる。

## 定義
非結核性抗酸菌とは結核菌群以外の培養可能な抗酸菌で、この抗酸菌による感染症が非結核性抗酸菌症である。

## 疫学
環境中に常在する菌であり、生活環境中に広く分布する、希な感染症では無く、毎年新たに 5000人以上が感染している。また、2016年には2014年までの7年間で、それ以前の2.6倍に増加したと報道された。
後天性免疫不全症候群患者に好発する。

## 病因
抗酸菌はPCR法やDNAシークエンシングが普及するまでは分類が困難であったが、近年は次々と亜種が発見されている。抗酸菌の研究が進む中で、抗酸菌の中でも結核菌と癩菌は特殊な菌であることがわかり、多くの抗酸菌による感染症は非結核性抗酸菌症として分類されることとなった。（以前は結核菌が主である定型的感染症であり、他は非定型抗酸菌と分類されていた。）
日本においてはMycobacterium avium（マイコバクテリウム・アビウム）とMycobacterium intracellulare（マイコバクテリウム・イントラセルラーエ）の2菌種を区別しないMycobacterium avium complex（マイコバクテリウム・アビウム・コンプレックス、MAC）による感染症が、2001年に行われた調査では全非定型抗酸菌感染症の83%、次いでMycobacterium kansasii（マイコバクテリウム・カンサシ）によるものが8%となっている。この3菌種で91%以上を占める。

### 主な原因菌
- Mycobacterium avium
- Mycobacterium intracellulare
- Mycobacterium kansasii
- Mycobacteruim shinjukuense[9]

## 病態
非結核性抗酸菌はヒトの身体のさまざまな部位で感染症を起こす。中でも呼吸器感染症が頻度が多く、喀血を伴う場合もあり、また生命にかかわるため重要視されている。結核菌と異なり、非結核性抗酸菌症はヒトからヒトへの感染はおこらない。播種性非結核性抗酸菌症はHIV感染者や化学療法を受けているなどの免疫不全状態でみられることがあり、注意を要する。皮膚抗酸菌症としては水槽肉芽腫(fish tank granuloma)などがある。病態の似ている関節リウマチと誤診された例が報告されている。

## 検査
患者検体から原因病原菌を検出しただけでは原因菌として見なす事も、感染症に罹患しているとも断定出来ない。非定型抗酸菌症研究協議会の診断基準や国立療養所非定型抗酸菌症共同研究班の診断基準に従って行われる。
例えば、
- PCR リアルタイムPCRが、迅速で特異度が高いため、主として用いられている
- DNA-DNAハイブリダイゼーション。結核菌群、非結核性抗酸菌群の18種で菌種が同定できる
- 気管支鏡・CT下肺生検や上部消化管内視鏡などによる生検、皮膚生検
  - 喀痰や培養液などの検体が採取できないときに、病巣から生検検体を採取して、病理診断や培養で診断を下すことがある
- 喀痰塗抹 （チール・ネルゼン染色、蛍光染色）... 呼吸器感染の場合
- 喀痰や胃液・骨髄の抗酸菌培養 （増殖に4 - 8週間必要）

## 治療
結核と同様に治療されることが多い。イソニアジド(INH)・リファンピシン(RFP)・エタンブトール(EB)・ピラジナミド(PZA)・クラリスロマイシン(CAM)・レボフロキサシン(LVFX)などのうちから複数を組み合わせて治療することが多い。一般的にはクラリスロマイシン・リファンピシン・エタンブトールで初期治療を開始することが多い。薬剤耐性検査の結果、組み合わせを変更することもある。非結核性抗酸菌症で最も多いのは肺Mycobacterium avium complex感染症であるが、肺MAC症のキードラッグはCAMである。また、Mycobacterium kansasii感染症のキードラッグはRFPである。